# 赵世炎旧居 (上海)

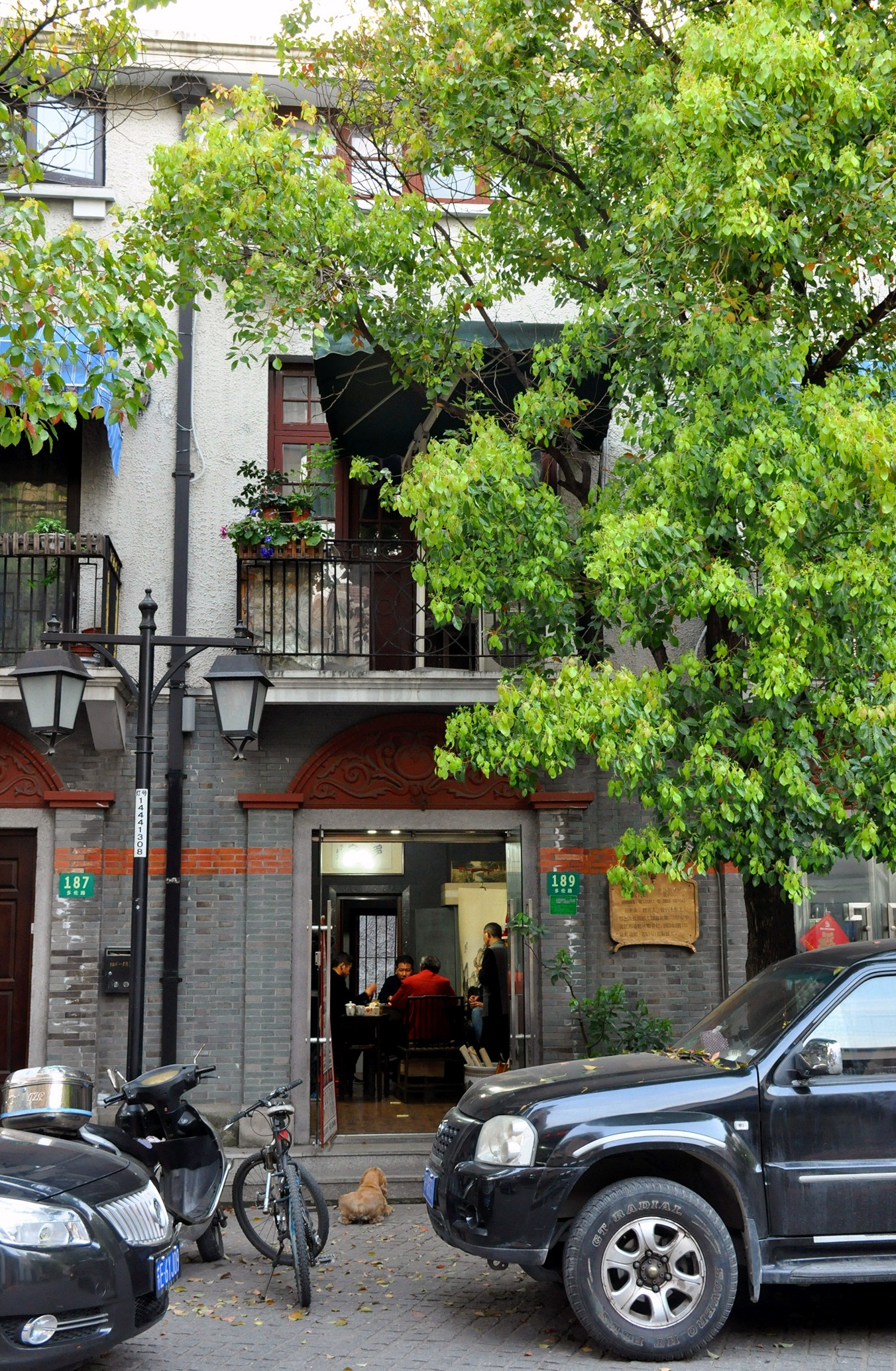
赵世炎旧居

赵世炎旧居是中国上海市的一座历史建筑，位于虹口区四川北路街道多伦路189号。2004年，赵世炎旧居被列为虹口区文物保护单位。此处为赵世炎旧居（1926-1927年），四一二事变后，于1927年7月2日在此被捕。7月19日在枫林桥被处决。